# Matilde Viver i Pasqual
Matilde Viver i Pasqual   (Terrassa, 27 de juny de 1904 - 15 d'octubre de 1990) va ser una pianista i pintora catalana.

## Biografia
Filla del pintor Tomàs Viver i Aymerich i de Sara Pasqual i Carretero, nasqué a Terrassa el dia 27 de juny de 1904 en el si d'una família conreadora de l'art. El seu pare, Tomàs Viver i Aymerich, i el seu oncle, Pere Viver, havien de passar a la història com dos dels millors paisatgistes de Catalunya. Ella, tot i que de petita li agradava pintar i dibuixar, fou encaminada pels senders de la música.
Comença a estudiar solfeig a l'Escola Municipal de música de Terrassa dirigida per Joan Llongueras i Joaquim Pecanins. L'any 1925, ambdós presentaren la seva renúncia al càrrec per raons polítiques i fundaren el Conservatori de Música de Terrassa. Ella, moguda pels seus mestres, comença a col·laborar amb el centre donant-hi classes i actuant en concerts promocionals per tal de competir amb l'Escola Municipal. El dia 17 de juny de 1928 intervingué amb èxit en un concert als Amics de les Arts en el qual s'interpretaren obres de Chopin, Albéniz, Debussy i Vivaldi.
Al llarg de la dècada de 1926 i 1936, foren molts els concerts i les figuracions executades per part de Matilde, però després, a conseqüència de la guerra civil, el conservatori fou obligat a tancar i l'activitat musical a Terrassa experimentà una forta davallada.
El 1938 es casà amb Josep Maria Puiggrós i Trullàs, un industrial, i fixà la seva residència a Barcelona. És en aquell moment en què començà la seva carrera com a pintora tal com havien fet els seus familiars, però a diferència d'ells, ella s'especialitzà en el retrat, natura morta i flors. Gràcies al seu treball i facilitat aconseguí ràpidament una reputació sòlida dins del món de la pintura, aconseguint que, al cap d'un temps, pocs la recordessin per als seus èxits com a pianista.
El seu últim concert al seu municipi natal va ser el 1948 per causes benèfiques al costat de la soprano Rosa Maneus i de Rosa Puig al piano.
Morí el 15 d'octubre de 1990.